# Canal Saint-Louis
Der Canal Saint-Louis ist ein Schifffahrtskanal im Süden Frankreichs, der von der kanalisierten Rhône abzweigt und im Golf von Fos in das Mittelmeer mündet. Da die direkte Mündung der Rhône ins Mittelmeer wegen großer Geschiebeablagerungen für Schiffe nicht befahrbar ist, ist dieser Kanal für die Schifffahrt die letzte Möglichkeit das Mündungsdelta der Rhône zu verlassen und seitlich ins Mittelmeer auszuweichen. Eine andere Möglichkeit bietet der weiter stromaufwärts liegende Canal du Rhône à Fos.

## Verlauf
Der Meereskanal zweigt bei der Stadt Port-Saint-Louis-du-Rhône vom Mündungsarm Grand Rhône entgegen der Fließrichtung ab und erreicht zunächst die Seeschleuse von Port-Saint-Louis mit einer Abmessung von 150 × 22 Metern. Unmittelbar dahinter befindet sich der kleine Stadthafen, den der Kanal in östlicher Richtung verlässt. Danach passiert er einen Lager- und Industriekomplex mit diversen Hafenanlagen. Nach etwa 5 Kilometern mündet der Kanal in den Golf von Fos, wo er noch einige hundert Meter durch einen Deich gegen die Seeseite geschützt ist. Binnenschiffe können nach einer kurzen Überfahrt im Hafenbecken von Fos-sur-Mer den Canal de Fos à Port-de-Bouc erreichen und auf diesem in Richtung Étang de Berre weiterfahren. 

### Koordinaten
- Ausgangspunkt des Kanals: 43° 22′ 52″ N, 4° 48′ 36″ OKoordinaten: 43° 22′ 52″ N, 4° 48′ 36″ O
- Endpunkt des Kanals: 43° 23′ 21″ N, 4° 51′ 16″ O

### Orte am Kanal
- Port-Saint-Louis-du-Rhône

## Sehenswürdigkeiten
- Tour Saint-Louis, ehemaliger Leucht- und Wachturm beim Stadthafen aus dem 18. Jahrhundert – Monument historique[1]